# Gundi
Gundi ist ein weiblicher Vorname, der häufig auch als Kurzform von Vornamen wie zum Beispiel Gundula und Burgunde verwendet wird.

## Bekannte Namensträgerinnen
- Gundi Busch (1935–2014), deutsche Eiskunstläuferin
- Gunthild „Gundi“ Eberhard (* 1966), deutsche Schauspielerin und Synchronsprecherin
- Gundi Ellert (* 1951), deutsche Schauspielerin
- Gundi Feyrer (* 1956), deutsche bildende Künstlerin und Schriftstellerin
- Gundy Grand (* 1951), deutsche Schauspielerin
- Gundi Hauptmüller (* 1966), Hamburger Politikerin

## Weitere Bedeutungen
- Eigentlicher Gundi, afrikanisches Nagetier
- alternativ für Kammfinger, afrikanische Nagetierfamilie
- Gundi (Indonesien), Stadt in Indonesien
- Gundi (Volk), Name eines Pygmäenvolkes und deren Sprache
- Spitzname des Liedermachers und Rockmusikers Gerhard Gundermann